# Unió Nacional Camerunesa
La Unió Nacional Camerunesa (francès: Union nationale camerounaise) és un partit polític del Camerun, fundat pel president Ahmadou Ahidjo.